# Mogorović nemzetség
A Mogorović nemzetség egyike volt a Horvát Királyság azon tizenkét törzsi nemzetségének, amelyet a Pacta conventa és a Supetari kartulárium is említ. Kezdetben a 12. és 14. században említik őket a dalmáciai Biograd és Zára vidékén, majd a 13. századtól Lika területén is, ahol amellett, hogy a 15. és 16. századra további tizennégy nemesi családra ágaztak le. Tapasztalt harcosokként aktívan részt vettek a horvát-török háborúkban. A nemzetség közvetlen leszármazottai ma is élnek Horvátországban.

## A név eredete
A Mogorović családnév valószínűleg a Mogor vagy Mohor személyből származik. Nem más, mint Aquileiai Hermagorasz nevének szláv változata. Jelentése Mogortól származó. Ebből az alakból a Mogorović vezetéknév mellett isztriai horvát családnevek is származnak: Mohor, Mohorić, Mohorac, Mohorović, Mohorčić és Mohorovičić. Ez arra utalna, hogy a név az Aquileiai patriarchátus hatására került Horvátországba, és a nemzetség elveszítette az eredeti nevét. Más elméletek viszont valószínűtlennek tartják, hogy egy szláv törzs elveszítse eredeti nevét, és azt a következtetést vonták le, hogy a név a magyar Megyer törzs legendás ősétől, Magortól származik, amelyből magát a magyar népnevet is levezetik. Ezt a hipotézist valószínűleg XI. Gergely pápa egyik 1373-as levele is alátámasztja („nobili uiro Magor, comiti de Licha”). Egy másik elmélet a nevet a fehér horvát Mouchlotól származtatta, aki egyike volt annak a hét testvérnek, akik a 10. századi De Administrando Imperio szerint a horvát törzseket a mai Horvátországba való vándorlásuk során vezették. Mivel a görög írás gyakran az „l” betűt „r”-re, valamint a „khi” betűt „g”-re cserélte, eltorzítva a neveket, a Mouchloból, Mouchro, Mougro, és végül Mogor lehetett. Vladimir Mažuranić cáfolta az urál-altáji Mogol és Mogul nevek lehetséges származtatását.

## Története
A Mogorović nevet a 11. és 14. században a dalmáciai Biograd és Zára vidékén, a 13. századtól pedig Likában említik. Nem világos, hogy a dalmáciai Sidraga, Nona és Luka zsupániákból vagy Likáról származtak-e. Az általános álláspont az, hogy a nemesi nemzetségek kialakulásának folyamata a 13. század elejére ért véget, és valószínűleg minden tagjának volt egy ismeretlen közös őse. Likában amellett, hogy a zsupáni címet špannak (ispán) vagy kneznek (knyáz) is nevezték, a törzsnek saját nemesi ítélőszéke (plemeniti stol) is volt négy bíróval és két másik tisztviselővel (pristav), továbbá 24 helyi nemes (osidnici) tagja is volt. Csak amikor a zsupán és az összes bíró összegyűlt, akkor volt teljes a testület (pun stol) a per indításához, amit a hétfői napokon le is bonyolítottak. Ezt a kiváltságot egészen a 16. századig megőrizték.
A család tagjai idővel birtokokat örököltek Lika délkeleti, nyugati, középső és északkeleti részén. Földjeik északon a Frangepán családdal voltak határosak, és Velebittől délre, egészen Obrovacig és Posedarjéig terjedtek, ahol a Gusić nemzetség Kurjaković és Posedarski ágaival voltak határosak. Ezzel a térségből kiszorítottak más nemesi családokat, mint a Tugomirić, Čudomirić és Lagodušić családok, és a régió legnépesebb nemzetsége lettek. A dokumentumok szerint a nemzetség tagjai Bisići, Cahovići vagy Cehovići, Crna vas, Dugošani, Gaćelezi, Grvozdnica, Kasezi, Kuklići, Lučani, Marinci, Podslun, Radina-vas, Ribnik, Sebidraža, Skurina, Stinice, Vnirhovlja, Zabrdo, Zahumići, Zažićno és még sok más településen éltek. A nemesek több, ma már romos erődöt építettek Likában és a Velebit-hegység lejtőin, többek között Počitelj, Lička Ostrovica, Barlete, Lički Novi, Bilaj, Ribnik, Mogorović várait, amelyeknek szinte mindegyike a 16. század elejére a Frangepán és Kurjaković családok tulajdonába került.
A dalmáciai Tukljača (ma Turanj) faluban, amelyet 1078-ban Tochinia néven említ Zvonimir király oklevele, megalapították a Sveta Gospa (Szentséges Szűzanya) templomot. A templom azért figyelemre méltó, mert kapuzatának áthidalóján egy felirat található, mely szerint a Mogori család tagjai alapították ősatyjuk, Gregorius Mogor, Olim Nicula Mogor fia tiszteletére. A feliratot tartalma és az áthidaló díszítése alapján a 9. de legkésőbb a 10. századra keltezik (egyesek szerint a felirat 845-ből való és Miszláv horvát fejedelmet említi). A nemzetséget legkésőbb 1069 óta említik, ekkor kelt ugyanis IV. Krešimir horvát király oklevele, amelyben Biogradban a Szent Tamás női kolostort megalapította, melyben megemlíti „terrara Mogorouicit” is,  majd „terram Mogorouizi” alakban 1164-ben újra megemlítik. A nemzetség legkorábbi ismert tagja „Petrum de genere Murithorum” zsupán, egyike annak a Pacta conventában említett tizenkét nemesnek, akik Kálmán magyar királlyal tárgyaltak. A Supetari Kartulárium szerint a Mogorović egyike volt annak a hat nemzetségnek, amelyek a bánokat választották, és akik új királyt is választhattak abban az esetben, ha az előző király úgy halt meg, hogy nem hagyott örökösöket. A 12. század végén a nemzetség tagjai közül tanúként említik a korabeli oklevelek Gregorius (1188), Mergia (1197), Disislavus, Duymo (1207), Joanni (1240), Berislavus és Petrus nevű nemeseket. Raduči Ivan („Joanni”) 1240-ben IV. Béla magyar király lovagja és tanácsosa volt, 1268-ban pedig megkapta Regiane és Veterinići falvakat, valamint Ljuba várát tartozékaival együtt. 1248-ban a likai nemesi ítélőszék megerősítette, hogy „Tethacsics” egyes földjei időtlen idők óta bizonyos „Porugh” tulajdonában vannak, aki ugyanolyan jogokkal birtokolja, mint a Mogorovićok nemzetsége, és hogy birtoka „terrae Mogorovich”-csal határos. 1263-ban a Tolimirović-ágból származó Petar Tolimirović kapott birtokokat cserébe IV. Béla királytól Počitelj vára helyett. 1349-ben a Tolimirović-ágból származó Novak, Martinuš és Borislav-i Petar, valamint a tolimiri Grgur testvérek birtokuk nagy részét 3000 velencei líráért eladták Disislavić ágbeli Kurjaknak, és a Disislavićok másik ágából származó Novaknak, Grgurnak és Petar fia Ivannak. Egy másik ágat, a Berislavićot 1349 és 1411 között említik. Az 1360-as években I. Lajos magyar király elvette örökölt likai zsupáni címüket, de 1372-ben megbékéltek. Ezt erősíti meg 1373-ban XI. Gergely pápa levele a nini egyházmegye egyházi tizedének lefoglalásáról, melyről értesítette a likai zsupánt. A levélben három új zsupán a Tolimirović-ágból származó Novak, Petar és Magor (vagy Mogor) szerepel, utóbbi annak az ágnak az alapítója, amely később a Mogorić vezetéknevet vette fel.
1446-ban Ivan Jurislavić, Ivan és Grgur Kurjaković szolgálatában szerzett érdemeiért megkapta a likai Badučevo Selót. 1468-ban a Mogorović nemzetségből származó Ivan Gusićot Pavao Kurjaković katonai szolgálataiért Paprčaneban és Tršćaneban néhány birtokkal jutalmazta, ami arra utal, hogy a Gusić család egyes tagjai a Mogorović nemzetség részévé váltak. Ugyanebben az évben a srijani Mogorović család néhány tagja vásárolt birtokot ugyanezen falvakban Pavao Kurjakovićtól, testvéreiknek pedig 1478-ban ajándékoztak néhány birtokot Karlo Kurjaković leszármazottai Zára környékén. Egy 1490-es glagolita oklevélben Tomaš Mogorićot említik, aki a bužani nemesek spanja volt. Két évvel később Tomaš Mogorić Ladislav Vučić-tyal és Petričević Pállal Budára ment, hogy aláírjon egy dokumentumot, amellyel a horvát nemesség garantálta a Habsburg-házi I. Miksa örökségét a magyar-horvát trónra, ha II. Ulászló utód nélkül halna meg. 1551-ben a zenggi katonai legénységi állomány összeírásakor Petar, Vinko és Matija Gojčić – Mogoroević de Novaki Likában szolgáltak. Utóbbit 1555-ben temették el a zenggi Szent Ferenc-templom családi sírboltjában. Felirattal és címerrel díszített sírköve van. 1675-ben vagy 1679-ben a Zaprešić melletti Marija Gorica templomában Mihael Vrenić sírfeliratot állított az ogulini kapitánynak, Martino Mogorichnak, aki 1643-ban halt meg. A sírkő gazdagon van díszítve, a törökökkel vívott csatából őt ábrázoló jelenettel, címerével és felirattal.  Majdnem ugyanez a címer található Nikola Mogorić 1675-ös pecsétjében. Úgy tűnik, hogy ennek az ágnak a fiági vonala a 17. század végén kihalt.
A család Budišić-ágából a legkiemelkedőbb az 1492–1506 között emlitett Franko volt, aki glagolita könyvek írását szorgalmazta, köztük a Lapčan családból származó Martinac „Drugi novljanski brevijar”-ját. Zažićnoban (ma Pazarište) a pálos kolostor és a Szűz Mária-templom priorja volt. A pusztító korbávmezei csata (1493) után Mogorović és Frangepán család támogatásával újították meg a kolostori birtokokat.
A mai Gospić vidékén a nemzetségnek több fontos temploma is volt. A kasezi Szent Jánios-templom valószínűleg a mai Gospić központjában állt, és már 1263-ban említették.  A Počitelj és Kukljić közötti 1017 méter magas hegyen állt a Szent János-templom, amelyet valószínűleg a Mogorovićok alapítottak. A templomnak Čelopeciben, Kozji Rogban és Nadbrdoban voltak birtokai. 1433-ban a Velebit környékén élő oláhok hivatalosan megígérték, hogy nem tesznek kárt benne. 1441-ben Franko Petričević gróf minden Mogorović nevében glagolita misét mondatott, és a zsupánia adójából származó minden bevételt az egyháznak adományozott bűneik és minden halott lélek bocsánatára. A 16. század elején egy ferences kolostort is építettek itt, amelyet az oszmán hódításkor felhagynak. A vatikáni könyvtárban levő régi glagolita misekönyvben található, 1449-ból származó feljegyzés szerint Petrichevich Franko volt a likai zsupán és szintén a Mogorovich-nemzetségből származó Péter volt a horvát bán. Ezt a misekönyvet 27 aranydukátért vette meg Petrichevich Franko comes és ajándékozta a Mogorovićok által a Raduč melletti Szent János-kolostornak, melyet azért alapítottak a Mogorovićok, hogy a szerzetesek a lelkük üdvéért imádkozzanak. E kolostor romjai ma is láthatók a Radučtól nyugatra emelkedő magas hegyen. Egy másik templomuk volt a supetari Szent Péter-templom, mely a zsupánia központjának számító városban, fontos kereskedelmi utak kereszteződésében, a vásártéren állt.
Vjekoslav Klaić szerint a 15. század végére és a 16. század elejére a nemzetség tagjainak a szám elérte a 3500 főt. Az 1499-1515 között feljegyzett és a nemzetségből származó családok a következők: Babić, Babonožić, Bučić vagy Vučić, Budišić, Drašković, Dudulović, Gojčić, Gonešić, Hlapčić vagy Hlibčić, Jakovlić, Juričić, Jurislavić, Kobasić, Korlatović, Lalković, Lopusić, Lovrenčić, Malić, Mihalić, Milječić, Miserić, Mitarinić, Mogorić, Nelković, Orlovčić, Paladinić, Petričević (és Hreljac), Piričić, Plišković, Podknežinić, Požarić, Pribislavić, Radčić vagy Račić, Radmančić, Skoblić, Sladojević, Slavković, Slišković, Sopčić vagy Sobčić, Srepković, Starci, Sučić vagy Sudčić, Surotvić, Tomašić, Tvrtković, Utišenić, Vidović, Vitosavić, Zoranić, Zdralić vagy Ždralić, Zdrubači és mások. Közülük a ma is ismert nagyhatalmú Drašković család valószínűleg nem a nemzetség leszármazottja, vagy nem volt rokona a nemzetségbeli Drašković családnak. Ezek a családok együtt éltek Likában egészen 1526-1528-ig, amikor is az Oszmán Birodalom támadásai alatt sok tagja esett áldozatul, és úgy döntött, hogy szétvándorolnak az egész Horvátország területén, részben a Korana és Kulpa folyók környékére, részben a Kulpa mentén Zágráb megyébe és más helyekre.

## A Disislavić-ág
A Disislavić-ág nevét az 1334 előtt elhunyt Disislavról kapta. A 14. század második felétől „de Licha” (likai), és a „de Ostrovica” (osztrovicai) előnevet használták, melyet a Likában fekvő azonos nevű birtok és kastély után vettek fel. A 14. század végéig Disislav minden leszármazottja a likai zsupán címet viselte. Mladen II Šubić II. Mladen bribiri gróf 1322-es bukása után Disislav fia, Petro de Licha a Kurjaković családból származó unokatestvéreivel együtt irányította Scrissa (Karlobag) tengerparti városát. 1334-ben Kurjak testvérével tanúként említik. 1345-ben a magyar-velencei háború miatt birtokai némi kárt szenvedtek, egy évvel később pedig Kurjakovićok nini képviselője volt. 1349-ben a családtagok nagy birtokokat vásároltak a Tolimirović-ágtól. Ugyanebben az évben Spalato város nagy tanácsa Kurjakot választotta a város knyázává, de I. Lajos magyar király megbízottjai nem erősítették meg ebben a tisztségében. 
1351-ben I. Lajos megerősítette Grgurt, Ivant és Novakot likai birtokaiban, majd egy évvel később még néhányat ajándékozott nekik. Azokat a birtokokat, amelyeket Novak 1377-ben kapott Odorjanska zsupániában (a Zrmanja folyó felső részén), a testvérek még az évben felosztották egymás között. Grgur leszármazottairól semmit sem tudunk, Ivan leszármazottai Ivanko, Petar, Jakov és Grgur voltak, akiket csak 1420-ban említenek, amikor birtokaik egy részét és Lička Ostrovicát eladták veglia grófjának, Frangepán IV. Miklósnak, míg a Novak a Novaković-ág alapítója volt.

## A Babonožić-ág
Az ágat, más néven Babonosićnak is nevezték, míg a latin nyelvű dokumentumokban Babonosich és Babonossych formában találjuk. Alapítója Baboneg volt, róla kapta a nevét. Birtokaikat 1452-ig Zára vidékén, míg a 15. század végétől és a 16. század elejétől a Lika zsupániában található Donja Žažićnában (ma Donje Pazarište) említik. 1457-ben az ág Miklouš nevű tagja a Mogorović nemzetség nemesi ítélőszékének tagja volt. Nikola szerepel a Cetini karta (1527) és a zágrábi horvát-szlavón szábor (1533) aláírói között. Lika török kézre kerülése után a család tagjai Frangepán és Zrínyi nemesi családok vazallusai voltak, még birtokaikon is letelepedtek. Ivan 1545 és 1550 között a Frangepánok Steničnjak nevű várának kasztellánja volt, 1556-ban pedig bíróként szerepel Šubić nemzetség Peranski ágának birtokmegosztása során. 1548 és 1572 között a Frangepán és Zrínyi család katonai szolgálataik jutalmául számos birtokot ajándékozott nekik, köztük zálogbirtokként Skrad várát. Pavle Zrínyi IV. György seregének kapitánya, míg Mihovil 1581-ben a báni csapatok kapitánya volt. 1592-ben Gašpar Izačić várának parancsnoka volt. A 17. században Gabrót (1620, 1629) és Baltazárt (1638, 1642) a Zrínyiek vazallusaiként említették.
A címer Juraj (1622) és Baltazar (1646) pecsétjéből ismert, de egy 17. századi fametszet formájában az Ozaly melletti sveticei templom egyik oltárán is megtalálható. A templomban családi is kripta volt, a 19. század végén még látható arany címerrel. A családot a 18. században nem említik. Kapcsolatuk a Zágráb megyei Babonožić aliter Benvenuti családdal nem ismert.

## A Petričević-ág
Az ág neve Petar személynévből származik, melyhez az „-ichevich” utótag kicsinyítő képzőként járult. Az ágat valószínűleg el a Pacta conventából ismert Petar tiszteletére nevezték el. Székhelyük Radučban volt.  A legkorábbi ismert ős Raduchi Joanni 1240-ből, akinek dédunokája Jacobus (1401) volt az első, aki a "Petrichevich de Petrich" nevet használta. A család egyik mellékága, a Petričević-Hreljac-ág nevét, az alapító Hreljacról, Franko Petričević fiáról kapta. A családot az oklevelekben „Petrichevich”, „Petricheuith” vagy „Petrichievich” néven találjuk, és mivel Radina Vasban (Raduč és Barlete) éltek, gyakran előfordul a „de Barlec et Radinavaz”, „de Barleth et Radinavacz”, „de Barleta et Radinavasz”, „de Barleta et Radinavas”, „de Barletha et Radinauaz”, és a „de Radwch” előnév is. 1465-ben Hreljac a likai Buchovichi faluban vásárolt telket Karlo Kurjakovićtól, 1487-ben pedig a nemesi ítélőszék tanúi között említik. Testvérét, Petart 1495-ben említik, amikor birtokainak egy részét eladta, hogy megváltsa fiát a török rabságból.
Hreljac fiát is Petarnak hívták, és 1520-ban Frangepán Bernardin ismerőseként említik. A családtagok nagymértékben vették ki részüket a törökök elleni harcokból, és a folyamatos nyomás hatására folyamatosan vándoroltak a Kulpa folyótól északra. Petar fia, Juraj Magyarországon tanult, 1576-ban I. Ferdinánd és I. Miksa császár udvarában volt, majd Zrínyi IV. György és Zrínyi V. Miklós szolgálatában találjuk, akiknek udvarmestere és követe volt. Hosszú évekig teljesített katonai szolgálatot a törökök ellen a magyar, horvát és szlavón határ mentén, majd 1599-ben a karlócai várban. Feleségül vette Gašpar Mrnjavčić lányát, Barbarát, és birtokot kapott Brezovica egy részén, majd 1598-ig további birtokokat gyűjtött. 1599 decemberében Rudolf császár nemesi státuszt és címert adományozott Plzenben Jurajnak és gyermekeinek, Nikolanak, Vuknak, Jelenának, Margaretának, Uršulának és Mihovilnak. Vukot 1614-ben és 1629-ben a brezovicai birtok birtokosaként említik fia, Toma pedig 1649 és 1663 között Varasd megyei nemesi bíró volt. Toma fia, Franjo házassággal megszerezte Pušćát, és ennek vidékén a parasztlázadásokat vizsgálta. Fiának, Baltazarnak hat gyermeke volt, és Odranski Obrežben élt, ahol a család leszármazottai egészen a 20. század elejéig éltek.
Egy másik fontos leágazás a raduči Nikola Petričević által alapított Petričević-Horvat magyar család volt, amelyhez később Petričević-Horváth Kozma altábornagy is tartozott,  aki az 1540-es években költözött Erdélybe. Ezenkívül ez az ág a Horváth-Tholdy és a Horváth-Inczédy családba ágazott tovább. A főúri tagok bárói rangot értek el, az Erdélyi Unitárius Egyház elöljárói, politikusok, tábornokok, professzorok és akadémikusok voltak. Backamadarason és Selymesilosván kastélyt is építettek.

## A Kobasić-ág
AKobasić-ágat a latin dokumentumok „Chobasich”, „Kobassich”, „Kobasich”, „Kobasych”, „Kobazich”, „Kobazych”, „Kopazyth”, „Khobassitsch”, „Khobassacsch”, „Kawaschitz”, „Klobatschutz” alakban említik. Bihács környékén voltak birtokaik, köztük Brekovica erődített városa is, ezért 1496-tól a „Brykowicza” vagy „Wrekhowicz” előnevet viselték. 1488-ban a család Matko és Jurko nevű tagjait Obrovacnak a töröktől sikeres védelmével kapcsolatban említették. 1512-ben Juraj Korlatović mellett Ivan Kobasićot Bužani zsupánjaként, majd egy évvel később Osztrovica várának királyi kasztellánjaként említették. A török hadsereg ellen az oszmán területen végrehajtott sikeres rajtaütésekért 1519-ben II. Lajos magyar király Bihács környéki birtokokat adományozott neki. 1524-ben folytatva korábbi tevékenységét I. Habsburg Ferdinánd szolgálatába szegődött, akit támogatott a magyar trón megszerzésében. 1527-ben érdemeiért I. Ferdinánd neki ajándékozta Žumberak városát, valamint egy újabb Bihács melletti birtokot. A birtokok védelmében 1530-ban Livnóban békét kötött a török parancsnokkal. Iván és Gašpar 1523-ban egy feliratos családi síremléket építettek a Szent Antal-templomban (ma Fethija mecset) Bihácson. Iván fia, Juraj részt vett a mohácsi csatában, majd 1540-ben a Zrínyi család szolgálatában Kostajnica várnagya volt. Fiát, Gašpart Nikola Bojničić özvegye fogadta örökbe, és a Mutnik melletti Radotina birtokot adta neki, de az oszmán hadsereg kifosztotta, 200 embert és 2000 állatot vitt el. 1551-ben Ivan Lenković tábornok azt javasolta a Habsburgoknak, hogy segítsenek Gašparon, mert Brekovica fontos szerepet játszott az oszmánok elleni védelemben. Ennek ellenére 1584-ben a várat elhagyták és lerombolták. Fia, Ivan a család utolsó tagjaként Horvátországban 1580-ban halt meg, Zrínyi IV. György kanizsai rajtaütése közben. A likai Kobasić családdal (1499) és Kobasić von Schmidhoffennel (1685) való kapcsolata ismeretlen.

## A Bukovački-ág
Az ágat a latin dokumentumok „Bukouachi”, „Bukouachky”, „Bwkowachky”, „Wukowatzky” néven is ismerik, a család pedig a „bukovicai” (de Bukoicza, Bwkowycza) előnevet használta. Az 1570-es években Ladislav Zágráb és Kőrös megye alispánja és ispánja volt. 1579-ben II. Rudolf király megerősítette neki, fiának, Gábrielnek, Juraj és Nikola testvéreinek, valamint más unokatestvéreinek a nemesi státuszukat. Fia Gábriel nemesi bíró (1604), majd 1612 és 1615 között a „magister lustrae haramiarum Colapianorum” mustramesteri tisztséget töltötte be, 1621 és 1625 között pedig Zágráb megye alispánja volt. Valószínűleg testvére, Ladislav 1642-ben berkiseuiensi kapitány és „vaiuodae” (vajda) volt. Az ág utolsó tagja Franjo kapitány volt, aki Zrínyi Péter szolgálatában állt, és a főúr összeesküvése során a francia követtel és IV. Mehmed szultánnal tárgyalt. Úgy gondolta, hogy 1670 februárjában az oszmánokkal folytatott tárgyalások sikeresek voltak, de nem tudva az osztrák császári udvar háttérterveiről, ezzel lázadást indított el. Az összeesküvés összeomlása után oszmán területre menekült, és bár I. Lipóttól gyorsan kegyelmet kapott, és birtokait visszaadta a császárnak, nem tért vissza, és utódot sem hagyott.